# 니콜라에 스탄치우
니콜라에 니쿠쇼르 클라우디우 스탄치우(루마니아어: Nicolae Nicușor Claudiu Stanciu, 1993년 5월 7일 ~ )은 루마니아의 축구선수로 현재 다마크에서 주전 미드필더로 뛰고 있다.

## 클럽 경력
스탄치우는 바슬루이에서 뛰다가 슈테아우아로 이적하였는데 이때 첼시와 슈투트가르트 같은 빅클럽으로부터 관심을 받았었다.